# Castor Poche
Castor Poche est une collection française de littérature d'enfance et de jeunesse des éditions Flammarion, créée en 1980 et toujours en activité. C'est l'une des principales collections de poche pour la jeunesse en France, avec plus de 1700 titres.

## Histoire
La collection naît en 1980, au sein de l'atelier Père Castor, afin de créer une collection de poche en littérature de jeunesse chez Flammarion. Elle est dirigée par François Faucher et Martine Lang. Ses titres s'adressent aux jeunes entre huit et treize ans.
La collection reprend aussi quelques titres parus dans la Bibliothèque du chat perché.
En 1984, est créée la collection "Castor Poche senior" destinée aux adolescents.

## Quelques titres parus
- David Almond, Skellig
- Marie Amaury, Le Cheval d'ombre
- Alan Arkin, Moi, un lemming
- Richard Bach, Jonathan Livingston le goéland
- Allan Baillie, Périls en Tasmanie
- Allan Baillie, Petit frère
- Tony Barton, Le Conteur de Marrakech
- Jeanne Benameur, Samira des quatre routes
- Nancy Bond, Le Cercle de pierres N°285
- Betsy Byars, Balles de flipper
- Anne-Marie Chapouton, L'Année du Mistouflon
- Andrée Chedid, Le Sixième Jour
- Carmen Martín Gaite, Le Petit Chaperon rouge à Manhattan
- Yaël Hassan, La Promesse
- Michel Honaker, Taxiphobie
- James Archibald Houston, Akavak
- Nathan Kravetz, En route pour Lima
- Henning Mankell, Le Mystère du feu
- Jacqueline Mirande, Double Meurtre à l'abbaye
- Thalie de Molènes, Nous de Peyrac en Périgord
- Lygia Bojunga Nunes, La Fille du cirque
- Scott O'Dell, L'Énigme de l'Amy Foster
- Brigitte Peskine, Famille de cœur
- Anne-Marie Pol, L'Amour au vol
- Daniel Picouly, Cauchemar Pirate
- Samivel, Le Joueur de flûte de Hamelin
- Bertrand Solet, La Flûte tsigane
- Alain Surget, L'Œil d'Horus
- Cynthia Voigt, série des Enfants Tillerman
- Jean Webster, Papa-Longues-Jambes